# Kumofs
Kumofs（くもえふえす）とは、2010年1月18日にえとらぼがApache License 2.0のもとオープンソースとして公開した分散型のストレージシステムである。えとらぼは元ミクシィCTOの衛藤バタラが設立したベンチャー企業。